# Amt Osterhever
Das Amt Osterhever war ein Amt im Kreis Nordfriesland in Schleswig-Holstein. Es umfasste die Gemeinden Augustenkoog, Osterhever, Poppenbüll, Westerhever.
1889 wurde im Kreis Eiderstedt der Amtsbezirk Osterhever gebildet. Zu ihm gehörten die vier oben genannten Gemeinden und Teile des fiskalischen Gutsbezirks Eiderstedt. Nach der Auflösung des Gutsbezirks wurde dieser in Teilen den Gemeinden Osterhever, Poppenbüll und Westerhever zugeschlagen. 1948 wurde der Amtsbezirk aufgelöst und die vier Gemeinden bildeten das Amt Osterhever.
1958 bildete das Amt mit dem Amt Kirchspiel Garding zunächst eine Verwaltungsgemeinschaft. 1962 wurden die beiden Ämter aufgelöst und die Gemeinden bildeten das Amt Kirchspiel Garding/Osterhever.